# Лет 17 Malaysia Airlines-а
Лет 17 Malaysia Airlines-а је био међународни путнички лет којим је авион Боинг 777 у власништву малезијске компаније Малејша ерлајнс 17. јула 2014. требало да превезе путнике из Амстердама у Куала Лумпур. Авион се током дана срушио крај места Храбова у Доњецкој области Украјине, око 40 км од границе са Русијом; верује се како је све 283 путника и 15 чланова посаде погинуло. Инцидент је одмах доведен у везу са оружаним сукобом између украјинске про-европске владе и про-руских сепаратиста који се води управо на подручју где је авион срушен, а који је био поводом за строге америчке економске санкције против Русије донесене дан пре због наводне логистичке и друге подршке коју руска влада пружа сепаратистима. Верује се како је авион срушен противавионским пројектилом, а за што се међусобно оптужују украјинска влада и сепаратистички побуњеници.